# WFCU Centre
Le WFCU Centre est une salle omnisports à Windsor (Ontario). Ses locataires sont les Spitfires de Windsor de la Ligue de hockey de l'Ontario et l'Express de Windsor de la Ligue nationale de basketball du Canada.
Elle accueille également des concerts et des spectacles.

## Histoire
La Coupe Memorial 2017 a lieu au WFCU Centre.

## Évènements
- Skate Canada 2012